# 颱風艾貝 (1986年)
颱風艾貝 (英語：Typhoon Abby, PAGASA：Norming) 為1986年太平洋颱風季的熱帶氣旋之一。於關島西北西方海面形成後在琉球南方以西北西方向行進，於9月19日7時48分在台灣台東縣成功鎮登陸，由台中梧棲北方出海後，轉東北方向遠離。颱風造成13人死亡。

## 外部連結
- . 國立情報學研究所. （英文）